# مايرون إي. ليفيت
مايرون إي. ليفيت (بالإنجليزية: Myron E. Leavitt)‏ هو قاضي ومحامي أمريكي، ولد في 27 أكتوبر 1930 في لاس فيغاس في الولايات المتحدة، وتوفي بنفس المكان في 9 يناير 2004.